# 禪母
禪母（白一平轉寫：dzy-）是中古漢語三十六字母的一個聲母，屬正齒音，全濁聲母。

## 三十六字母與切韻聲母
禪母由兩部分組成，二等韻部份稱爲「禪二」，對應了切韻音系的俟母；三等韻部份分稱爲「禪三」，對應了船母。